# Tudicula
Tudicula là một chi ốc biển cỡ lớn, là động vật thân mềm chân bụng sống ở biển thuộc họ Turbinellidae.
Năm 1987, Rosen berg và Petit đã sắp lại chi này vào chi họ mới tạo, Tudivasum. 

## Các loài
Các loài thuộc chi Tudicula bao gồm:
- Tudicula zanzibarica